# Regional Express
Cet article concerne la compagnie aérienne. Pour la catégorie de train, voir Regional-Express.
Regional Express, connue aussi sous son acronyme REX (code AITA : ZL ; code OACI : RXA), est une compagnie aérienne australienne régionale.
Elle est le résultat de la fusion de Hazelton Airlines et de Kendell Airlines.

## Flotte

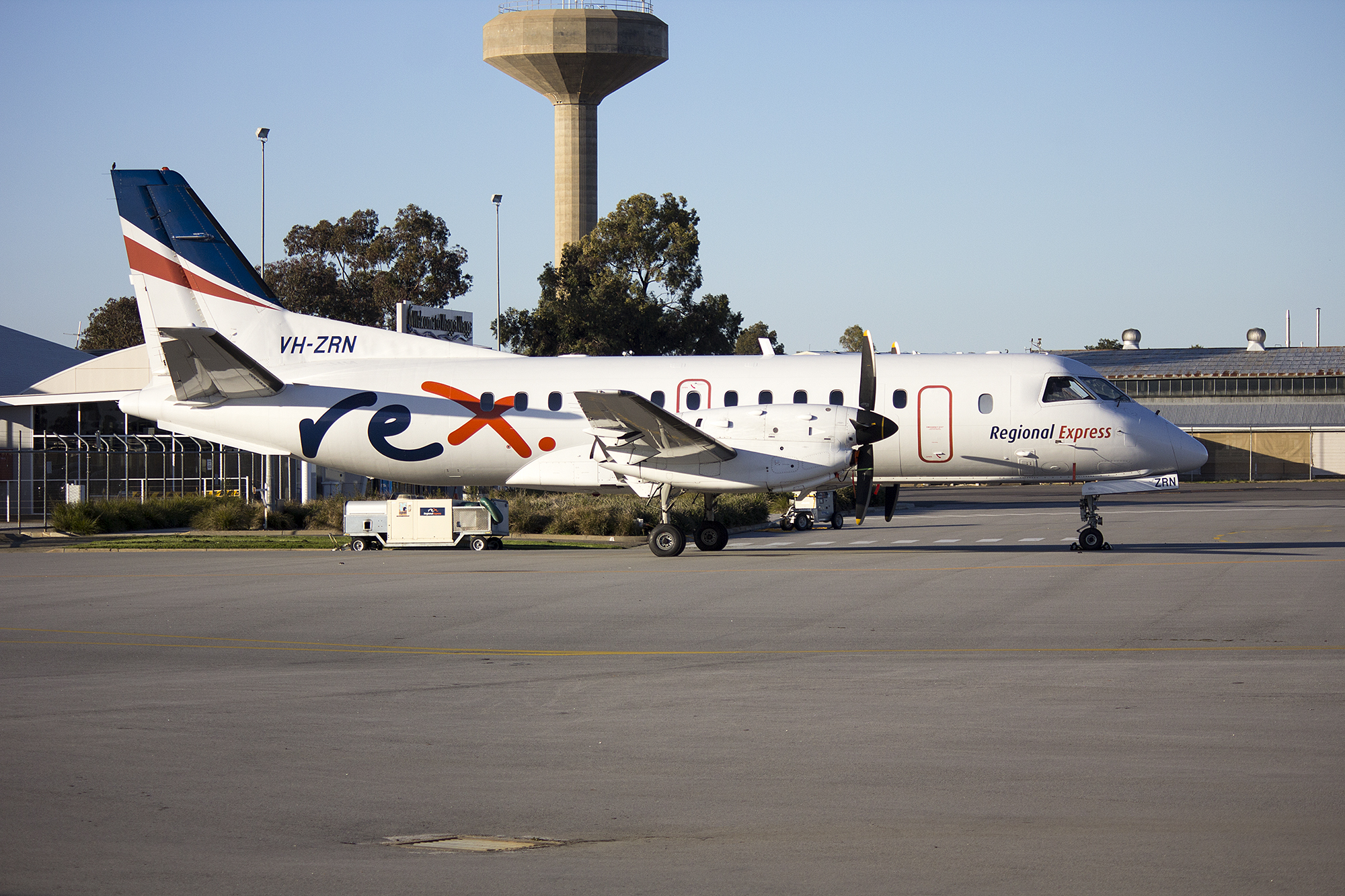
Un Saab 340B de la compagnie

### Flotte en service
La flotte de la compagnie comporte les avions suivants au 13 décembre 2020 :

### Flotte retirée

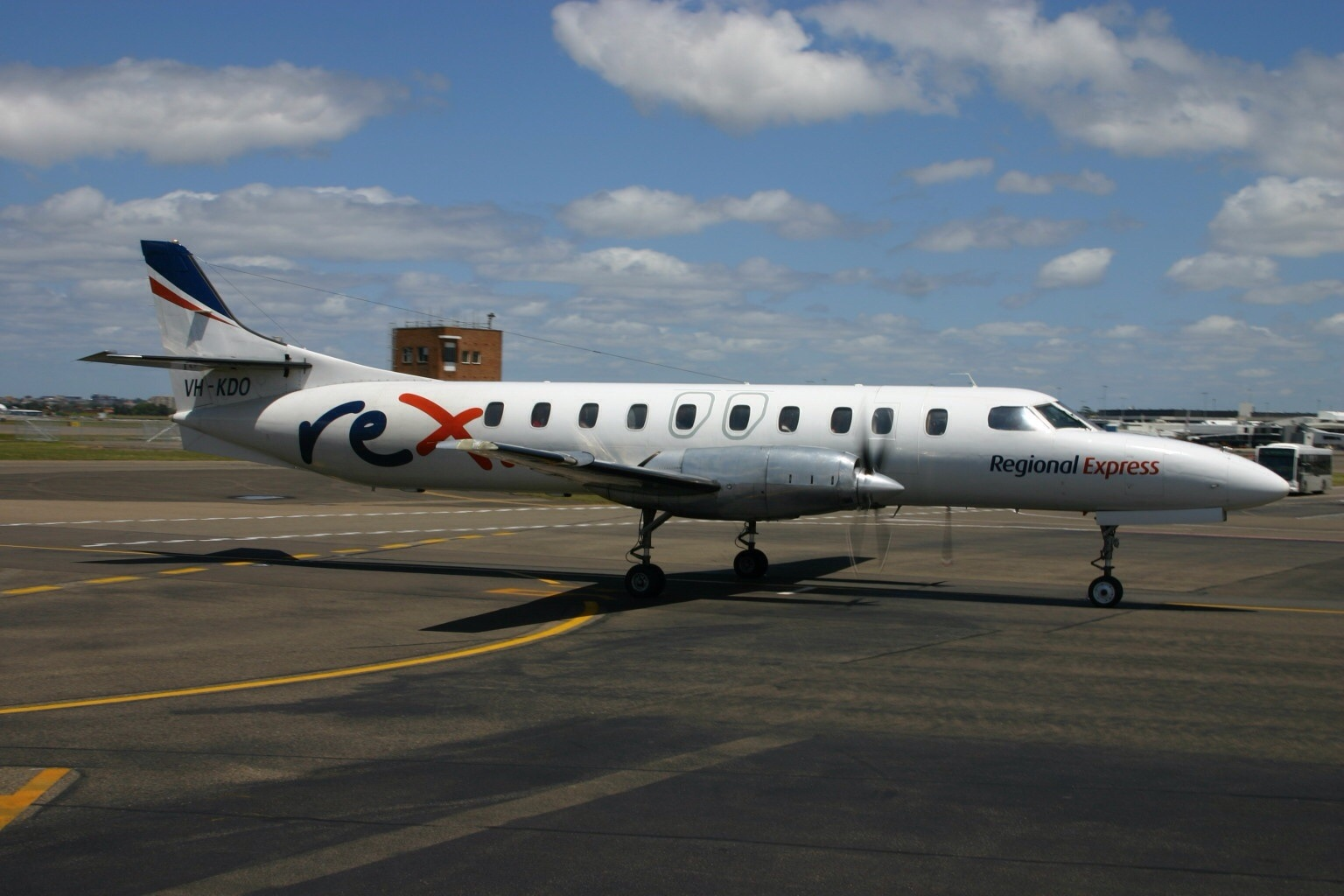
Un ancien Metroliner de REX Regional Express

- Fairchild Metroliner